# Hägerort
Der Name Hägerort (auch Häger Ort oder Häger-Ort) bezeichnet eine Region nordwestlich von Rostock. Die Bezeichnung stammt von der Häufung von Orten mit Namen deutschen Ursprungs mit der Endung -hagen, während die meisten Ortsnamen im Umfeld slawischer Herkunft sind. Während der Zeiten der slawischen Besiedlung war hier die Drenow, ein ausgedehntes Waldgebiet, das erst von deutschen Siedlern gerodet wurde. Die Ortsnamen auf -hagen deuten auf die Entstehungsgeschichte der Orte in Rodungsgebieten hin.

## Lage

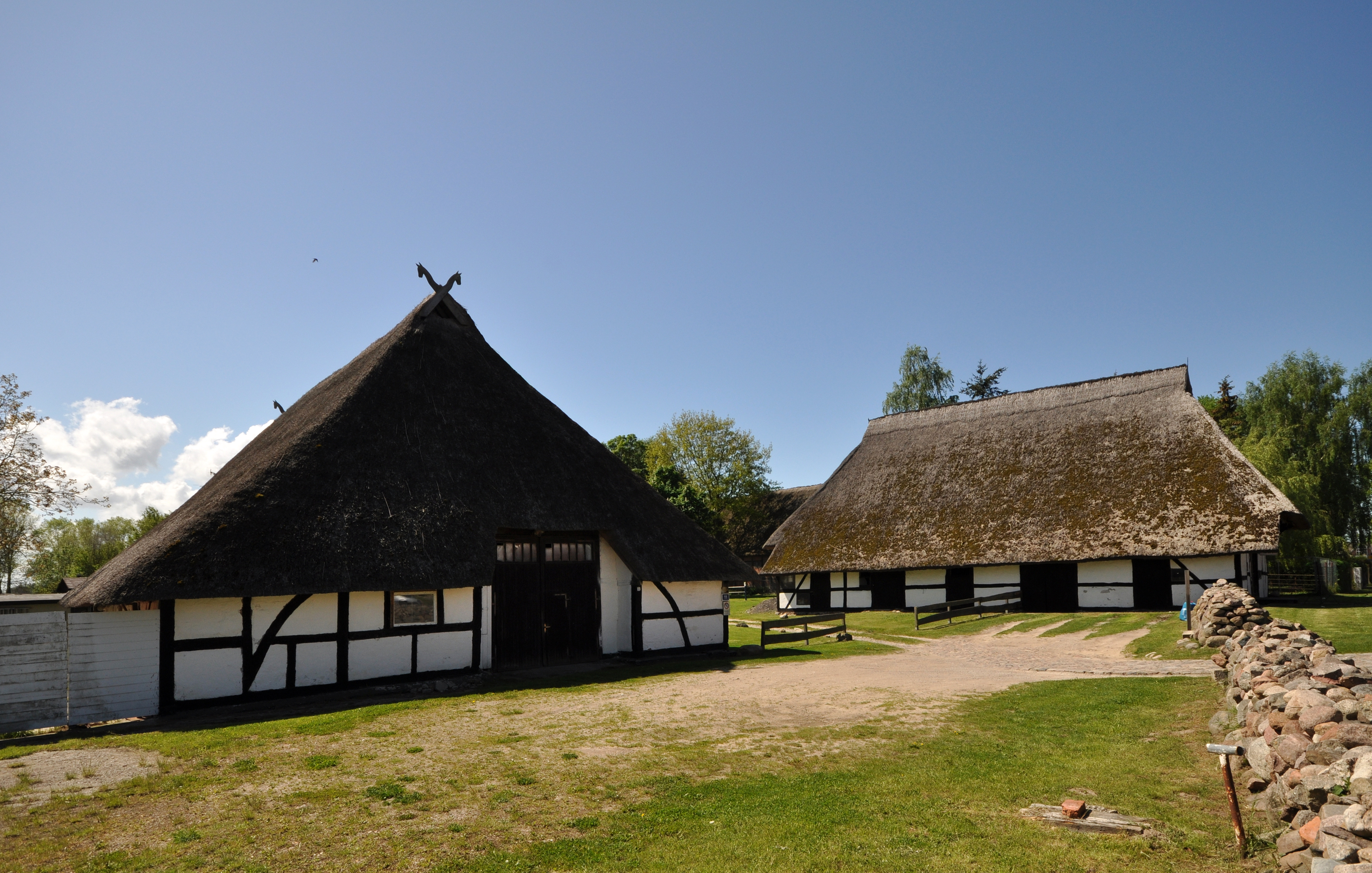
Bauernhof in Lichtenhagen

Der Hägerort ist ein etwa zwölf mal zwölf Kilometer großes Gebiet, das nach Süden durch die Bahnstrecke Rostock–Bad Doberan und nach Norden durch die Ostsee begrenzt ist. Im Osten endet der Hägerort westlich der Unterwarnow.
Auf -hagen enden in dem Gebiet die Ortsnamen von: Admannshagen, Allershagen, Bargeshagen, Bartenshagen, Diedrichshagen, Evershagen, Lambrechtshagen, Lichtenhagen, Nienhagen, Sievershagen. Auch die weiteren Orte in diesem Gebiet (Börgerende, Elmenhorst, Rabenhorst, Rethwisch, Steinbeck) tragen Namen deutschen Ursprungs, während die umliegende angrenzenden Regionen von Namen slawischer Herkunft dominiert sind, z. B. Rostock, Bad Doberan, Parkentin, (Lütten) Klein (von slawisch Klenow, Ahornort).
Üblicherweise wird als Westgrenze des Hägerorts das sumpfige Gebiet um den Conventer See nördlich von Bad Doberan angesehen. Einzelne Quellen beziehen auch die Region östlich der Kühlung nordwestlich von Bad Doberan mit ein, wo es ebenfalls einige Orte auf -hagen gibt (Steffenshagen, Brodhagen, Vorder-, Mittel- und Klein Bollhagen).
Die Namen der in den 1970er Jahren gebauten Rostocker Neubaugebiete Lichtenhagen und Evershagen sind von den benachbarten alten Dörfern des Hägerorts abgeleitet, währenddessen der Name Reutershagen eine an die Namen der benachbarten Orte angelegte Neubildung der 1920er Jahre für eine damals entstandene Siedlung ist. Der kleine Ort Walkenhagen nordöstlich von Bad Doberan wird im 19. Jahrhundert als Tagelöhnersiedlung genannt.
Das Gebiet ist eine flachwellige Grundmoränenlandschaft. Bis auf wenige Ausnahmen (dem Ehbruch südlich von Nienhagen, dem Mönkweden bei Lambrechtshagen sowie den Küstenwäldern Stolteraa bei Diedrichshagen und Nienhäger Holz (als Gespensterwald bekannt) bei Nienhagen) ist der Hägerort heute unbewaldet.
Der größte Teil des Hägerorts liegt im Landkreis Rostock, das Dorf Evershagen und ein Teil der früheren Lichtenhäger Flur gehört zum Rostocker Stadtgebiet.

## Geschichte

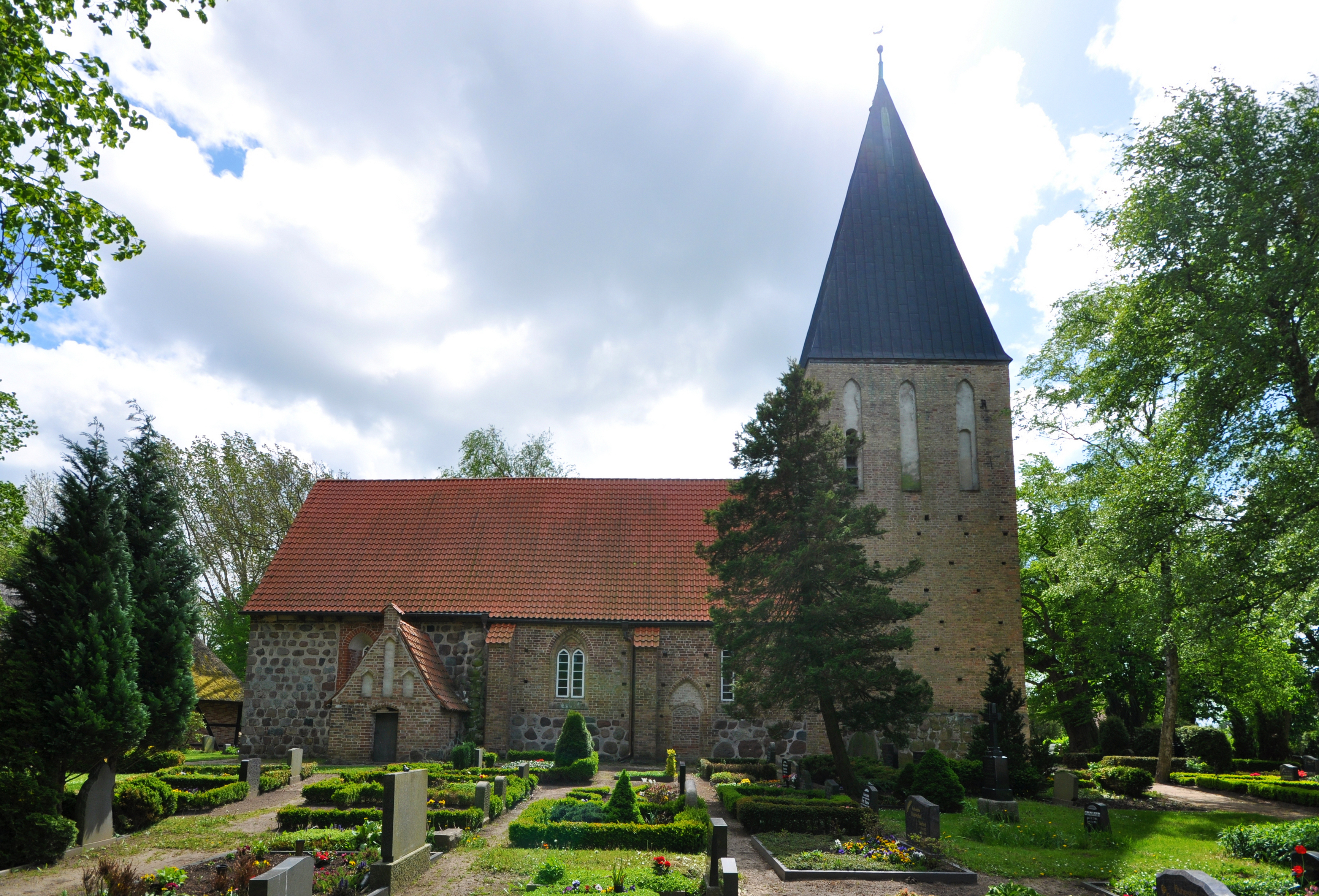
Kirche in Lambrechtshagen

In der vorchristlichen Zeit war die Region westlich der Warnowmündung von heidnischen Slawen bewohnt, die um das ausgedehnte Waldgebiet der Drenow (der Name stammt vermutlich von einem slawischen Wort für „Baum“) siedelten, den Wald jedoch nicht bewohnten. Um das Jahr 1200 rief Fürst  Heinrich Borwin I., Fürst zu Mecklenburg und Herr zu Rostock, „von nah und fern christliche Siedler“ auf, sich in dem „menschenarmen und dem Dienst der Dämonen ergebenden Lande“ anzusiedeln. Ausgehend vom Kloster Doberan setzte die Rodung der Wälder der Drenow und die Besiedlung des Gebietes ein. Die neuen Dörfer besaßen einen speziellen Rechtsstatus, die Bauern durften Hufen bewirtschaften, die doppelt so groß waren wie die sonst üblichen deutschen Hufen und viermal so groß wie die slawischen.
Die ältesten Kirchen des Gebiets sind die Dorfkirchen von Lichtenhagen und Lambrechtshagen aus der ersten Hälfte des 13. Jahrhunderts.
Während die slawischen Dörfer üblicherweise in Rundlings- oder Hufeisenform angelegt worden waren, dominierte bei den neuen deutschen Dörfern die Gestalt eines Straßendorfes. Besonders exponierte Vertreter dieser Anlageform sind die langgestreckten Dörfer Allershagen oder Bartenshagen. Bis ins 20. Jahrhundert bekannt war die traditionelle schwarze Tracht in vielen Dörfern der Region.
Die meisten Ansiedlungen im Hägerort blieben bis ins 20. Jahrhundert Bauerndörfer. Ausnahmen waren Evershagen, das ein Gut im Besitz der Rostocker Jakobikirche war und Teile von Lambrechtshagen und Nienhagen, wo es neben dem bäuerlichen auch ein Gutsanteil gab. Auch die nicht auf -hagen endenden Dörfer Rabenhorst und Steinbeck waren vor dem Zweiten Weltkrieg Gutsdörfer.

## Naturraum
In der Liste der naturräumlichen Einheiten in Mecklenburg-Vorpommern des Landesumweltministeriums ist der Naturraum 110 Häger Ort enthalten. Er gehört zur Landschaftseinheit 11 Unterwarnowgebiet der Großlandschaft 1 Ostseeküstenland. Der Naturraum Häger Ort umfasst ein etwas größeres Gebiet als den historischen Hägerort. Seine südwestliche Grenze verläuft entlang einer Linie von Kühlungsborn über Bad Doberan (jeweils ausschließlich der Orte) nach Stäbelow. Die übrigen Grenzen des Gebietes verlaufen entlang der Linie von Stäbelow nach Papendorf, der Warnow bis zur Mündung und der Ostsee von Warnemünde bis Kühlungsborn. Ein Großteil der Stadt Rostock gehört damit zum Naturraum.